# ハザード対策の階層構造

によるインフォグラフィック。上位の手法ほど効果的で安全に繋がる可能性が高い。この階層に沿って対策することで、通常、より安全なシステムが実現し、負傷や疾病のリスクが大幅に低下する。

ハザード対策の階層構造（はざーどたいさくのかいそうこうぞう）とは、危険源への曝露を解消または最小限に抑えるために産業界で用いられている体系である。幅広い分野で有効とされ、安全に関する多数の機関が普及に努めている。逆三角形の図で表現されることが多い。
階層構造に含まれる安全対策は、効果の強い順に以下の通りである。
- 除去（elimination）
- 置換（substitution）
- 工学的対策（engineering controls）
- 運営上の対策（administrative controls）
- 個人用防護具（personal protective equipment, PPE）

## 階層の構成要素

### 除去
危険源そのものを物理的に除去することが最も有効なハザード対策である。例えば高所での作業であれば、作業対象の部材を地上に移して高所作業の必要性を無くすことでハザードが除去できる。

### 置換

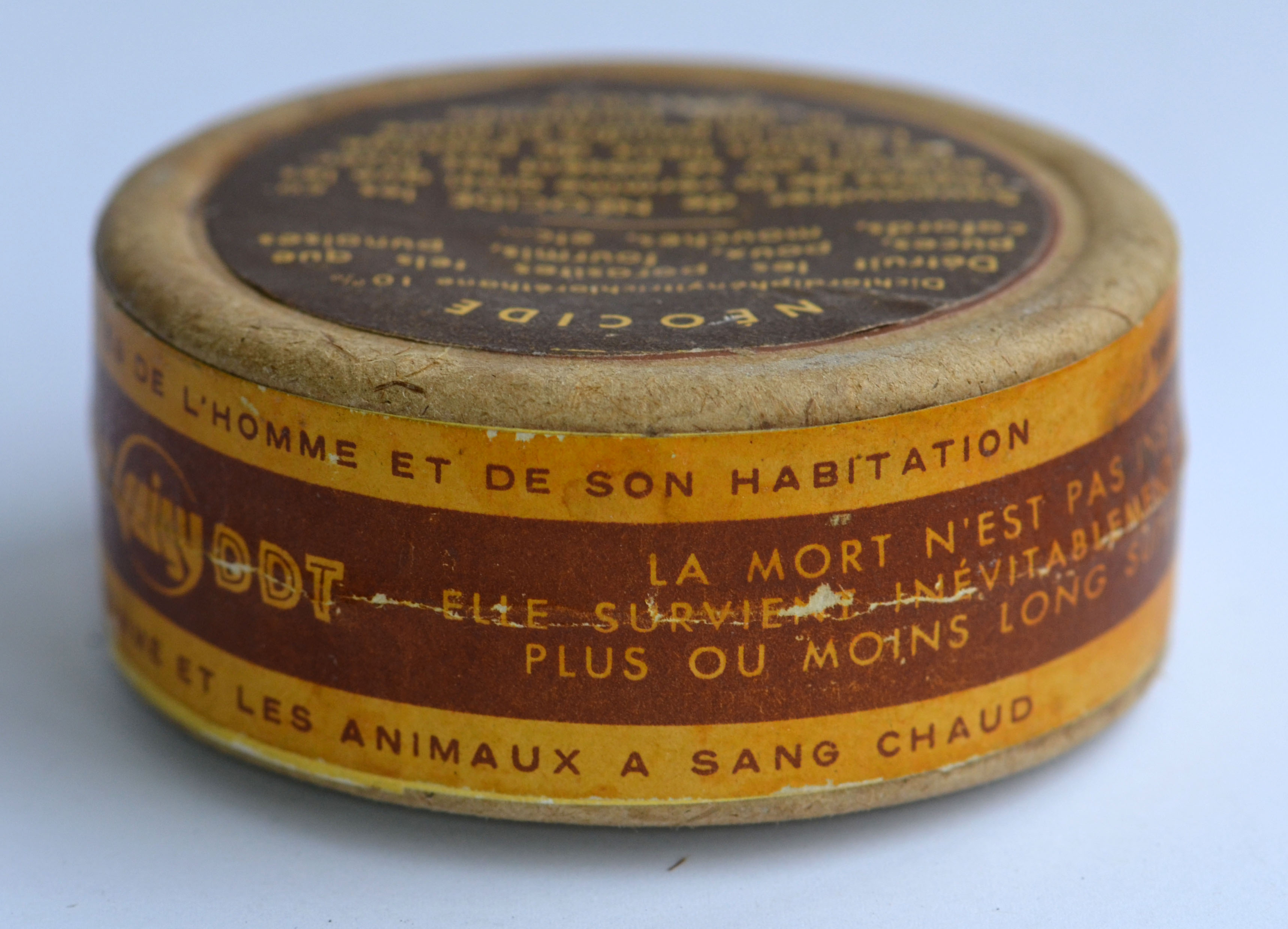
この殺虫剤はDDTを含んでいる。有効な代替策の一つは総合的病害虫管理だろう。

置換は2番目に有効な対策で、危険性のあるものを、危険性が無い、または低いものに置換することである。一例として顔料の鉛白をチタンホワイトに置き換えることが挙げられる。

### 工学的対策
3番目に有効なハザード対策は工学的対策である。危険源そのものの除去ではなく、人を危険源から遠ざける対策を指す。工学的対策の資本コストは、階層の中でより効果の弱い手法よりも高くなりがちだが、将来の費用を節約できる場合もある。例えば、落下防止装備の購入、交換、維持の代わりに作業足場を設置することが挙げられる。「遮蔽と分離」は人と危険源の間に物理的な障壁を設けることで、これには機器の遠隔制御も含まれる。フュームフードは空気中の汚染物質を除去する工学的対策である。

### 運営上の対策

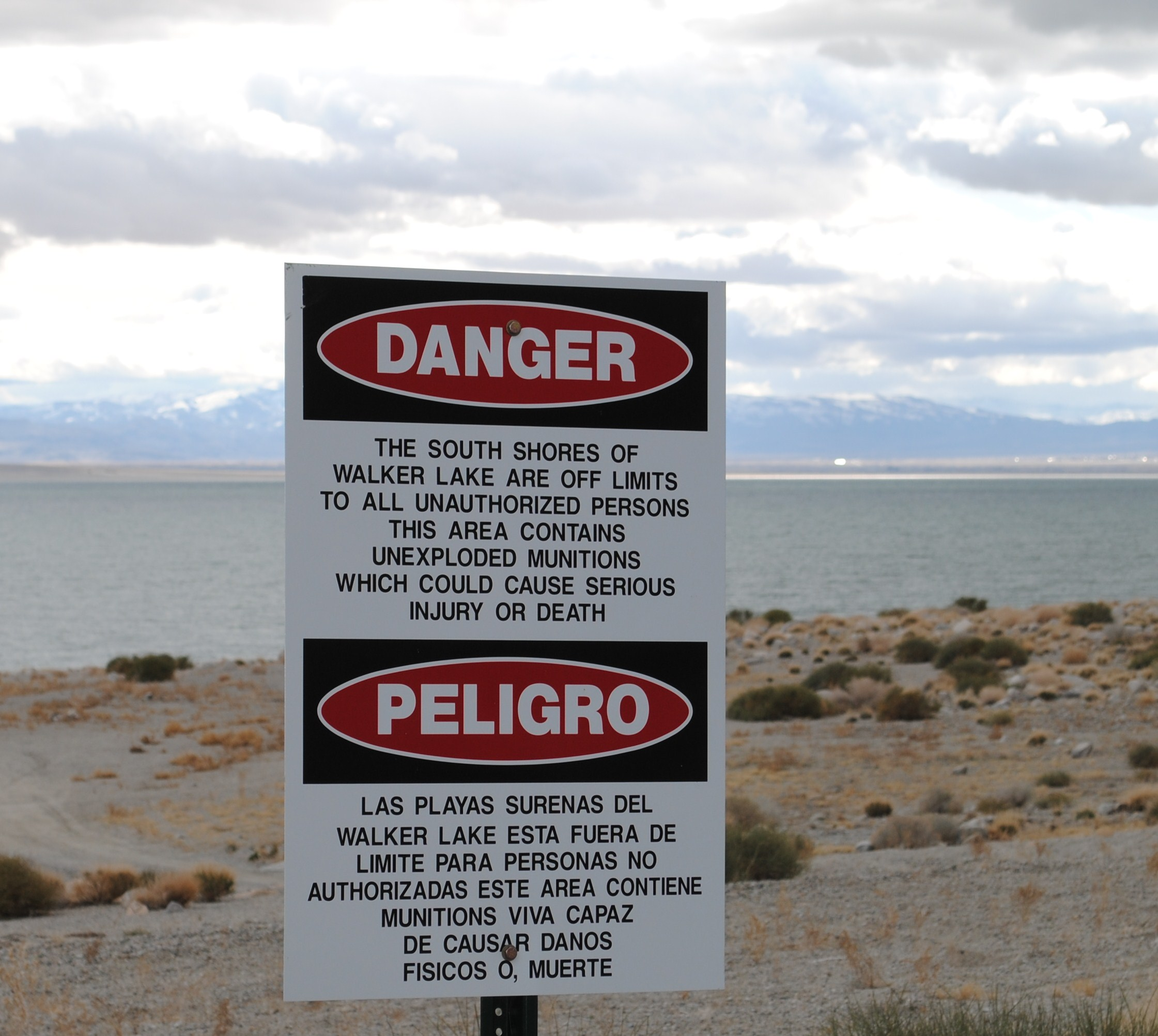
爆発物があることを警告するウォーカー湖の看板だが、これだけで湖での遊泳を防ぐことはできない。

運営上の対策とは人の働き方を変えることである。作業手順の変更、従業員の訓練、標識や注意ラベル（例えば作業場危険有害性物質情報システム（英語: Workplace Hazardous Materials Information System））の設置が挙げられる。運営上の対策では危険源は除去されないが、危険源への人の曝露を防止または抑制できる。例えば、車の通行が少ない夜間に道路工事を完了することが挙げられる。

### 個人用防護具
個人用防護具には手袋、ノーメックス、つなぎ、タイベック、ガスマスク、作業用ヘルメット、高視認性衣類、安全靴などがある。個人用防護具は突然破損して効果を失うことがあるため、限定的な状況を除けば、唯一の対策として用いるべきではないとされている。さらに、ガスマスクのような一部の個人用防護具は作業時の生理的負担が増すことから、作業者の健康を害さずに使えるかどうかを確認するため健康診断を要する場合がある。

## 「デザインによる予防」における役割
ハザード対策の階層構造はデザインによる予防（英語: Prevention through design）の核となる要素である。デザインによる予防は、労働安全衛生上の危険を最小限に抑えるため、デザイン工程の早い段階で様々な組織的対策を組み込むことを指す概念であり、事業立案の最初期の段階で、階層の上位に位置する対策（主に除去と代替）により危険に対処することを重視している。